# Corgnac-sur-l’Isle
Corgnac-sur-l’Isle – miejscowość i gmina we Francji, w regionie Nowa Akwitania, w departamencie Dordogne.
Według danych na rok 1990 gminę zamieszkiwało 888 osób, a gęstość zaludnienia wynosiła 43 osób/km² (wśród 2290 gmin Akwitanii Corgnac-sur-l’Isle plasuje się na 474. miejscu pod względem liczby ludności, natomiast pod względem powierzchni na miejscu 506.).